# 大孤山 (湖口)
29°39′33″N 116°10′06″E / 29.65917°N 116.16833°E
大孤山也作大姑山，位于中华人民共和国江西省九江市湖口县县城双钟镇西南9千米的鄱阳湖中，因山形如鞋似靴，故又称鞋山或靴山。
大孤山是第四纪冰河时期由庐山上的冰川对岩石两侧擦挤形成的石岛，周长约1000米，最高点海拔97米。丰水期大孤山周围碧波滔滔，三面绝壁，仅西北一角，可以泊船。每年11月至次年3月枯水期，河床裸露，大孤山孤立于湖滩草甸之中。
冬季有众多越冬候鸟栖息岛上，因候鸟大多选择在相对温暖且人迹罕至的东南面栖息，鸟类粪便尽染岛屿东南一侧树木和悬崖上，宛如“雪山”一般，形成半边翠绿半边白奇观。